# Придорожный (Саратовская область)
Придорожный — посёлок в Энгельсском районе Саратовской области России. Входит в состав Новопушкинского муниципального образования (сельского поселения).

## Географическое положение
Посёлок располагается на волжских террасах в 2 км от автодороги Р236 на одном из ответвлении оврага «Сухая Саратовка».

## История
Посёлок Придорожный появился в 1931 году на базе совхоза № 18.
В 1930-е годы открыта первая начальная школа. В 1953 году построена семилетняя школа, а с 1964-го — восьмилетняя.
В 1951 году образовался откормсовхоз «Лебедевский». Посёлок при совхозе начал разрастаться.
В 1957 году был построен Дом культуры.
В 1960 году в посёлке появился детский сад. В декабре 1976 года детский сад был переведен из деревянной постройки в новое здание на улице Мира.
В 1981 году в посёлке образовалась средняя школа в новом трёхэтажном здании.
Указом Президиума Верховного совета РСФСР от 19 октября 1984 года посёлок центральной усадьбы совхоза «Лебедевский» переименован в посёлок Придорожный.
В 2013 году в посёлке был установлен Поклонный крест.

## Население
| 2002 | 2010  |
| ---- | ----- |
| 1539 | ↗1602 |

## Достопримечательности
В посёлке имеется памятник — односельчанам, не вернувшимся с Великой Отечественной войны.

## Фотогалерея
- Памятник погибшим землякам в ВОВ
- Двухэтажные здания в центре посёлка
- Средняя школа
- Парк
- Старое заброшенное здание в центре посёлка
- Пруд в Придорожном. Часть оврага «Сухая Саратовка»